# Celeste de Longpré Heckscher
Celeste de Longpré Heckscher, née Massey le 23 février 1860 − morte le 18 février 1928), est une compositrice américaine.

## Biographie
Celeste de Longpré Massey naît à Philadelphie le 23 février 1860, en Pennsylvanie, fille de Robert Valentine Massey Jr. et de Julia Whitney Pratt Massey. Elle commence à composer à l'âge de dix ans, mais ses parents s'opposent à ce qu'elle étudie la musique.
En 1883, elle épouse le banquier et marchand d'acier John Austin Stevens Heckscher ; ils eurent quatre enfants.
Après son mariage, Heckscher étudie la composition avec Henry Albert Lang et l'orchestration avec Wasili Leps à Philadelphie, puis poursuit ses études en Europe. En 1913, Heckscher donne un concert de ses propres compositions à New York à l'Aeolian Hall.
En 1918, elle crée son opéra La Rose du Destin au Metropolitan Opera House à Philadelphie pour collecter des fonds pour la Croix-Rouge. Elle a fait partie et a été présidente de la Philadelphia Operatic Society pendant plusieurs années.
Elle meurt à Germantown, un quartier de Philadelphie, le 18 février 1928,.

## Œuvres
- The Rose of Destiny, opéra
- The Flight of Time, opéra
- The Norse Maiden's Lament
- To the Forest, opéra
- Impromptu, pour piano
- Au Fond, pour piano
- Valse Bohême, recueil de sept chansons
- Romance pour violoncelle
- Dances of the Pyrenees, suite orchestrale et ballet
- Serenade, mélodie
- Gypsy Lullaby, mélodie
- Why I love thee, mélodie